# Daniele Hechich
Daniele Hechich (Hekić), battezzato col nome  "Stanko", (San Pietro in Selve, 22 giugno 1926 – Saccolongo, 26 settembre 2009), è stato un presbitero italiano.

## Biografia
È nato a San Pietro in Selve (oggi Sv. Petar u Šumi), all'epoca italiana e ora località della Croazia, il 22 giugno 1926 da Franjo (Francesco) Hechich (Hekić) ed Angela, e fu battezzato con il nome di Stanko (Stanislao).
Nel 1942, seguendo l'esempio del fratello P. Barnaba Hechich, che era già frate Francescano, incominciò gli studi a Chiampo (VI) dove si preparò per il noviziato successivamente svolto a S. Francesco del Deserto (VE) ed entrò nell'Ordine dei Frati Minori. 
Il 29 giugno del 1952 fu ordinato sacerdote nella basilica di San Marco a Venezia. 
Svolse il suo primo servizio sacerdotale a Verona, per un anno, poi a Trieste ancora per un anno, e infine a Treviso. Nella città della Marca incominciarono i primi sintomi della malattia che, da lì in poi, condizionarono l'intera sua esistenza: la sclerosi multipla. Quest'affezione, infatti, nel giro di pochi anni lo costrinse all'uso costante della sedia a rotelle. A causa dell'aggravarsi della malattia, padre Daniele venne dapprima trasferito a Monselice (PD) e quindi a Cittadella (PD), ove svolse il ruolo di Confessore e di Guida Spirituale della comunità. La sua fama di uomo d'ascolto si diffuse rapidamente e molti fedeli di ogni parte d'Italia, e non solo, fra cui anche sacerdoti e vescovi, si recavano da lui per ricevere il conforto della confessione, sopportando attese di ore pur di poterlo incontrare.
Nonostante i grandi dolori che la malattia gli procurava, padre Daniele ne sopportava il peso senza lamentarsi, accogliendo quanti si recavano da lui con gioia e amore. 
Con l'aggravarsi delle sue condizioni di salute fu trasferito nel 1981 a Saccolongo (PD), presso Casa Sacro Cuore, infermeria provinciale dei Frati Minori Francescani, dove rimase fino al giorno della sua salita al Cielo. Anche in tale sede, finché le condizioni di salute glielo permisero, continuò a confessare, e dare consigli alle migliaia di persone che arrivavano da tutto il mondo, oltre a fare da Guida Spirituale a molte persone.
Progressivamente la malattia gli aveva tolto l'uso delle gambe, delle braccia, delle mani e la possibilità di nutrirsi per via orale; infine padre Daniele perse pure l'uso della voce e necessitava di continua assistenza da parte dei confratelli frati e di alcuni devoti accompagnatori, i quali a turno, di giorno e anche di notte, lo hanno assistito per molti anni fino al momento della sua morte.
Nonostante queste sue limitazioni nel fisico, migliaia di persone hanno sempre continuato a frequentarlo, e il solo potergli stare vicino qualche minuto, durante i ricevimenti comunitari o personali in cui veniva accompagnato, il pregare con lui e per lui, dava loro grande sostegno nelle situazioni anche più difficili, di qualsivoglia natura esse fossero.
Morì nella sua stanza presso Casa S. Cuore la notte del 26 settembre 2009, alle ore 23:05, mantenendo lucidità mentale e uso della vista e dell'udito fino a pochi minuti prima di spirare serenamente, come si è appreso nel 2018 dalla testimonianza di quanti erano presenti al momento del decesso.
Le spoglie mortali di Padre Daniele sono state traslate dal cimitero di Saccolongo, dove inizialmente era stato sepolto in una cappellina messa a disposizione da un fedele, a Casa Sacro Cuore in data 18 marzo 2016.
La Provincia dei Frati Minori Francescani ha chiesto l'avvio della Causa di Beatificazione, e nel mese di novembre 2018 è giunto il Supplex Libellus, documento-richiesta da presentare al vescovo di Padova, al fine di aprire la fase diocesana per detta Causa.
Domenica 29 novembre 2020 il Vescovo di Padova, Mons. Claudio Cipolla, ha aperto ufficialmente presso la chiesa parrocchiale di Saccolongo (PD) la causa di Beatificazione e Canonizzazione di Padre Daniele, che è diventato quindi Servo di Dio.